# ポール・サイモン
ポール・フレデリク・サイモン（英語: Paul Frederic Simon、1941年10月13日 - ）は、アメリカ合衆国ニュージャージー州出身のシンガーソングライターである。元々はアート・ガーファンクルとの音楽ユニット「サイモン&ガーファンクル」として、フォーク・ロック・ミュージシャンとして一世を風靡した。ソロ・ミュージシャンとしてはフォルクローレのようなラテン、レゲエ、アフリカ音楽など第三世界の音楽を、早い段階から積極的に取り入れ紹介した。
2006年、米タイム誌（Time magazine）は「世界で最も影響力のある100人」の一人に、様々な政治家や哲学者、科学者らと共に、ミュージシャンのポール・サイモンを選んだ。
2011年、「ローリング・ストーンの選ぶ歴史上最も偉大な100人のギタリスト」において第93位。
1968年の「ミセス・ロビンソン (Mrs. Robinson)」（最優秀レコード賞等、計2部門）、1970年の『明日に架ける橋 (Bridge Over Troubled Water)』（最優秀アルバム賞等、計5部門）、1975年の『時の流れに (Still Crazy After All These Years)』（最優秀アルバム賞等、計2部門）、1987年の『グレイスランド (Graceland)』（最優秀アルバム賞等、計2部門）など、史上最多となる13のグラミー賞を受賞。2007年には、新設されたガーシュウィン賞の最初の受賞者となった。
また、1990年にサイモン&ガーファンクルとして、2001年にはソロでロックの殿堂入りを果たした。

## 経歴

### サイモン＆ガーファンクル
ハンガリー系ユダヤ人の家庭に生まれたサイモンは1955年、小学校時代からの友人アート・ガーファンクルと共にデュオグループ「トム＆ジェリー」を結成し、1958年に「ヘイ・スクールガール(Hey Schoolgirl)」（最高位54位）をヒットさせる。高校卒業後、クイーンズカレッジでは英文学を専攻する。1964年には、サイモン＆ガーファンクルとして『水曜の朝、午前3時(Wednesday Morning, 3 A.M)』をリリース。しかし、このアルバムはフォーク・ブームの沈静期の影響もあり、注目を集めることはなく、ポール・サイモンは失意の内に1人ロンドンでの音楽活動を始める。1965年には、初のソロ・アルバム『ポール・サイモン・ソングブック(The Paul Simon Song Book)』を録音するが、ここには、後にサイモン＆ガーファンクルのレパートリーとなった曲も、多数含まれている。
ヒットは意外なところからやって来た。『水曜の朝、午前3時(Wednesday Morning, 3 A.M)』のA面最後の曲「サウンド・オブ・サイレンス」をアメリカのFM局が流したところ、リスナーの反応がよかったため、これに注目したレコード会社のプロデューサー、トム・ウィルソンがエレクトリックギターとドラムスを多重録音オーヴァーダビングしてシングルとして1965年9月に発売。これが一挙にヒット・チャートを駆け上るヒットとなり、翌1966年1月にはビルボードホット100で1位となる。
1967年6月カリフォルニアで開かれた第1回モンタレー・インターナショナル・ポップ・ミュージック・フェスティバルに参加、実行委員を務める。
1968年、映画『卒業』の挿入曲に歌詞を付け加えた「ミセス・ロビンソン」が3週連続で全米1位を記録。
1969年、ガーファンクルは、アルバム『明日に架ける橋』の制作中、マイク・ニコルズ監督の『キャッチ=22』の撮影と重なり、サイモンはひとりで作業をすることが多くなった。ガーファンクルの不在をモチーフとして書かれたのが「ニューヨークの少年（The Only Living Boy in New York）」である。表題曲「明日に架ける橋」は当初ポール・サイモンがギターで作詞作曲したが、アルバムではガーファンクルの（ほぼ）独唱、そしてピアノのアレンジメントとなり、収録された。「コンサートでこの曲に贈られた拍手と賞賛はガーファンクルのものだ」と受け取ったサイモンは、その度に「これは僕がつくった曲なんです」と心で思ったという（サイモンがギター1本で歌った「明日に架ける橋」のデモ・テープは、彼のアルバムに以後収められている）。
1970年、「サイモン＆ガーファンクル」としてビルボードでシングル「明日に架ける橋」、アルバム『明日に架ける橋』が両方の年間チャートでNo.1を獲得した。シングルとアルバム、両方の年間チャートで同じアーティストがNo.1を獲得するのはビルボード始まって以来、初の快挙である。

### ソロ活動
1970年、志向する音楽の違いなどから、サイモン&ガーファンクルは正式解散表明はしていないが別々の道を歩むこととなり、サイモンはソロ活動に入った。私生活では、同年5月24日にペギー・ハーパーと結婚式を挙げた。ハーパーという男の子を授かった（のちに彼は「ケープマン(The Capeman)」にギタリストとして参加している）。
1972年1月発表のデビュー・アルバム『ポール・サイモン (Paul Simon)』は、米ビルボードチャートの4位まで上昇。このアルバムの1曲目、「母と子の絆」は、白人ミュージシャンとして初めてのレゲエ・ヒットとなった。他にも「僕とフリオと校庭で」がヒット。このアルバムでは、サイモン＆ガーファンクルで築き上げたスタイルを敢えて崩し、レゲエなど新しいジャンルの曲目を一部取り入れていた。音楽様式の多様性は、その後発表されるポールのソロ作品の一つの傾向となる。
1973年5月、南部シェフィールド録音のアルバム『ひとりごと (There Goes Rhymin' Simon)』を発表。シングルカットされた「僕のコダクローム」や、「ラヴズ・ミー・ライク・ア・ロック」がヒットした。サイモンはゴスペルのディキシー・ハミングバーズと共演している。
1975年10月、アルバム『時の流れに (Still Crazy After All These Years)』を発表。本作はアルバムチャートの1位を獲得。またグラミー賞の最優秀アルバム賞と男性ポップ・ボーカル部門の2部門を受賞した。シングルカットされた「恋人と別れる50の方法」も1位を獲得した。また、75年にはサイモン＆ガーファンクルとして「マイ・リトル・タウン」を発表し、ヒットさせた。
1977年、ウディ・アレン監督の映画『アニー・ホール』に出演。
1980年、映画『ワン・トリック・ポニー(One Trick Pony)』の脚本、サウンドトラックを手掛け、俳優としても主演した。しかし、映画の興行は振るわず、アルバムもそれまでのヒットには及ばなかった。1981年9月、アート・ガーファンクルと解散から11年ぶりにサイモン&ガーファンクルを再結成し、セントラル・パークに53万人を集めたフリー・コンサートは大きな話題となった。
このコンサートの成功を受けて、サイモン&ガーファンクルとしてのアルバム制作が始められたが、2人の音楽観の溝は埋まってはおらず、逆にそれを再認識することになる。こうして、1983年に発表した5枚目のソロ・アルバム『ハーツ・アンド・ボーンズ（Hearts and Bones）』は、商業的には失敗した。アルバムの中の「Train in the Distance」は離婚した最初の妻ペギーを歌ったもので、「Hearts and Bones」は2番目の妻キャリー・フィッシャーとのことを歌ったものであり、最後の曲「Late Great Johnny Ace」では、サイモンの少年時代のヒーローJohnny Ace、ジョン・F・ケネディ、そしてジョン・レノンの死を歌っている。
『ハーツ・アンド・ボーンズ』の商業的な失敗を受け、ソロ・アーティストとしての人気に陰りが出てきたが、1986年、新境地ともいえるアフリカの民族音楽を取り入れた『グレイスランド (Graceland)』を発表。このアルバムはヒットとなり、これまで全世界で1600万枚以上を売り上げた。一方で、このアルバムは南アフリカのミュージシャンのサポートが大きく、「南アフリカ政府を利するものだ」と大きな非難を浴びたほか、「音楽そのものを南アフリカから“盗んだ”」とも非難されるなど、多くの論争をもたらした。だが、アルバム制作の目的は音楽的な動機だけであり、アルバムの内容は南アフリカの黒人ミュージシャンの才能を全面に押し出すものだった。そのため、最終的に当時のANC（アフリカ民族会議）が彼を支持したほか、南アフリカ出身の他のミュージシャンの支持を得ることもできて、『グレイスランド(Graceland)』は、1枚のアルバムで2年連続してグラミー賞を受賞するという栄誉をサイモンにもたらした。

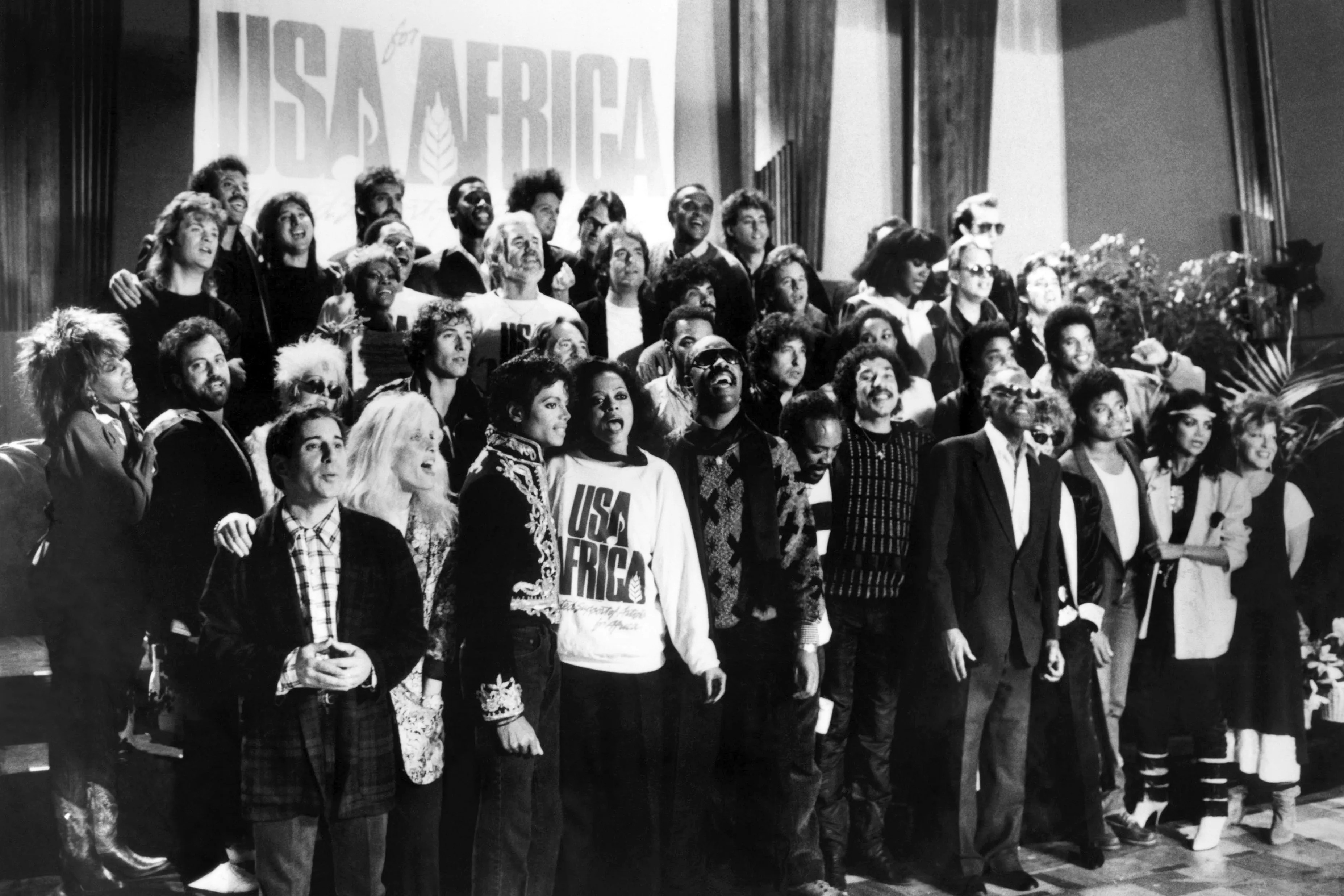
USAフォー・アフリカにてウィ・アー・ザ・ワールドを歌う

1985年にはUSAフォー・アフリカに参加し、チャリティ・シングルの「ウィ・アー・ザ・ワールド」のブリッジ部分でリードボーカルをとった。
1990年に発表した『リズム・オブ・ザ・セインツ (The Rhythm of the Saints)』は、前作のワールドミュージック路線を継承したもので、ブラジル音楽を取り入れ、再びヒット作となった。同年末には、日本の第41回NHK紅白歌合戦に衛星中継で出演し、「明日に架ける橋」を歌った。1991年には、再びセントラル・パークでフリー・コンサートを開き、75万人を動員するという驚異的な記録を自ら更新。しばらくの沈黙の後、1997年にはブロードウェイ・ミュージカルに進出。「ケープマン (The Capeman)」は短期間の上演となったものの、そのキャストアルバムは批評家の間では高い評価を受ける。2000年に発表した『ユー・アー・ザ・ワン（You're the One）』は、グラミー賞の最優秀アルバムにノミネートされた。
2006年には『サプライズ（Surprise）』を発表。U2などのプロデューサーだったイギリス人アーティスト、ブライアン・イーノを迎え、65歳にしてエレクトロミュージックに取り組んだ。「エブリシング・アバウト・イット・イズ・ア・ラブソング」はドラムンベース、他にブレイクビーツをベースとした楽曲も収録された。米オール・ミュージック・ガイドは、ポール・マッカートニー、ローリング・ストーンズ、ボブ・ディランなどの同世代のミュージシャンが当時出したアルバムと比較して評価したが、S&G時代や「母と子の絆」以降のオールド・ファンからは敬遠された。音楽評論家からの批判もあった。このアルバムは商業的にはヒットし、ビルボード・アルバムチャートで、全米14位、全英4位を記録。シングルも、「ファーザー・アンド・ドウター (Father and daughter)」が久々のトップ40入りを果たした。
2007年、Library of Congress（アメリカ議会図書館）による、新設のガーシュウィン賞の第1回の受賞者となる。この授賞式には、ガーファンクルやスティービー・ワンダーなども参加し、米PBSにより全米に生中継された。また、ヒップポップ・ミュージシャン、ワイクリフ・ジョンの新曲「ファスト・カー」にゲスト・ボーカリストとして参加。このアルバムは、2007年12月発売予定の「カーニバル2（Carnival2）」に収録された。2009年11月には、『ロックの殿堂（The Rock n Roll Hall of Fame）』の25年記念コンサートに出演。U2、ブルース・スプリングスティーンらと共に、ソロ・アーティスト及びサイモン&ガーファンクルとして、2度に渡って出演、往年のヒット作を披露し、スタンディング・オベーションでの喝采を受けた。
2011年、5年ぶりの新作『ソー・ビューティフル・オア・ソー・ワット（So beautiful or so what）』を発表。アフリカやブラジルで吸収したサウンドに、ブルーグラス、ゴスペルなども組み合わされた自身のキャリアの集大成ともいえる作品で、ローリング・ストーン誌、オール・ミュージック・ガイドなど各メディアは総じて『グレイスランド(Graceland)』以来の傑作と絶賛し、ビルボード・アルバムチャートでも発売と同時に4位を記録した（第1週での4位はキャリア最高）。ヨーロッパでの各チャートでも軒並みトップ10入りを果たし、90年の『リズム・オブ・ザ・セインツ(The Rhythm of the Saints)』以来の大ヒット作となった。
2016年、ソロになって13作目となる『Stranger to Stranger』を発表。前作よりもさらにエクスペリメンタルな楽曲で、エレクトロ音楽で有名なイタリアのClap! Clap!とのコラボレーション、現代音楽家のハリー・パーチによる自作の楽器などを使い、74歳にして、さらに新境地を切り開いた。商業的にも大きな成功を収め、ビルボード・アルバムチャートで自身ソロアーティストとして初めて、発売と同時に3位を記録、全英では、ビヨンセ、ドレイクなど自身より40歳以上若いミュージシャンを抑え、チャートトップに輝いた。また74歳8か月での全英アルバムチャート1位は、男性ミュージシャンとしては、史上最高齢の記録となった。

## 音楽的特徴
メロディに注目されることが多いが、繊細な比喩と韻を多用した歌詞は、詩人としても高い評価を受けている。ノーベル文学賞受賞者のデレック・ウォルコット（Derek Walcott）は、「グレイスランド」の歌詞 "The Mississippi delta was shining like a national guitar.（ミシシッピー・デルタはナショナル・ギターのように輝いている）" を例として取り上げながら、独特なスタイルをもったサイモンの詩を「Simonesque（サイモン風の）」と呼び、詩人として評価している。

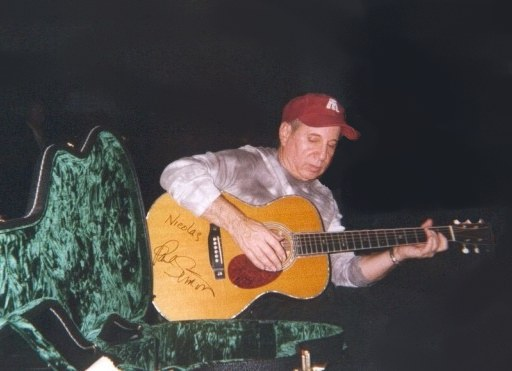
ギターを弾くポール・サイモン
ビデオ「You're The One in Concert」の撮影中（2000年10月、オランピア）

ギターのテクニックにも高い評価があり、「アンジー」、「ミセス・ロビンソン」、「スカボロー・フェア」など様々な楽曲でその実力を示している。単身渡英中の1965年に録音されたソロ・アルバム『ポール・サイモン・ソングブック』は、ギターを主体にしたものであり、ライブではギターのみで通常の楽曲を演奏することも多い。その際、イギリスで知己を得た現地のフォーク・ミュージシャンから教わった奏法や楽曲は、「アンジー」や「スカボロー・フェア」など、その後のS&Gでの作品に大きく影響を与えた。なお、このアルバムは1970年代以降、長らく廃盤になっていたが、2004年3月にCD復刻された。

## 家族、交友関係など
女優のキャリー・フィッシャー（『スター・ウォーズ・シリーズ』旧三部作のレイア姫役が有名）と結婚したがすぐに離婚。1992年に「ホワット・アイ・アム」のヒットで知られる25歳年下のシンガーソングライター、エディ・ブリケルと再婚している。
映画音楽にも起用されている。ダスティン・ホフマンの出世作となったマイク・ニコルズ監督の『卒業』ではサウンドトラックを担当。「ミセス・ロビンソン」はこの時代を象徴する大ヒットとなり、トム・ハンクス主演の『フォレスト・ガンプ/一期一会』にも使用された。また、思春期の少女を描きアンジェリーナ・ジョリーがアカデミー助演女優賞を獲得した『17歳のカルテ』では「ブックエンド」が、1960年代後半のロックシーンを背景にした『あの頃ペニー・レインと』では「アメリカ」がサウンドトラックとして使われている。最近では、ジェニファー・ロペスの『メイド・イン・マンハッタン』で「僕とフリオと校庭で」がオープニングに流れ、小学生が“どうしてサイモンとガーファンクルは解散（ブレーク・アップ）しちゃったの?”と母親役のジェニファー・ロペスに聞いている。
ジョージ・クルーニーとキャサリン・ゼタ＝ジョーンズの『デボース・ショー』ではコメディ・タッチに軽く「明日に架ける橋」などが数曲登場する。サイモン自身は、『ワン・トリック・ポニー』以前に同じニューヨーカーのウディ・アレンが主演・監督した『アニー・ホール』に音楽プロデューサー役で数カット出演している。

### ガーファンクルとの関係
旧友アート・ガーファンクルとは、時折の再結成を除き、デュオ解散後、特に『ハーツ・アンド・ボーンズ』製作中に決裂した後は絶縁に近い状態が続いた。1993年の一時的な再結成コンサート以来、10年間は完全な絶縁状態だったといわれる。2003年、グラミー賞の功労賞を『サイモン&ガーファンクル』が受賞したのをきっかけに、約10年ぶりに再会。そのまま2004年まで再結成し、世界ツアーを行っている。
ガーファンクルとの“犬猿の仲”は有名な事実で、過去にもテレビやコンサートでもジョーク混じりでよく話題にされているが、サイモンは2003年のコンサートツアーのインタビューにこう答えている。
「アート（ガーファンクル）を友人とは思っていない。彼は家族だと思っている」「家族はどんなに喧嘩をしても、嫌いになるわけではない。家族ってそういうものだろう」

## ディスコグラフィ

### スタジオ・アルバム
- 『ポール・サイモン・ソングブック』 - The Paul Simon Songbook （1965年）
- 『ポール・サイモン』 - Paul Simon （1972年）
- 『ひとりごと』 - There Goes Rhymin' Simon （1973年）
- 『時の流れに』 - Still Crazy After All These Years （1975年）
- 『ワン・トリック・ポニー』 - One-Trick Pony （1980年）
- 『ハーツ・アンド・ボーンズ』 - Hearts and Bones （1983年）
- 『グレイスランド』 - Graceland （1986年）
- 『リズム・オブ・ザ・セインツ』 - The Rhythm of the Saints （1990年）
- 『ザ・ケープマン』 - Songs from The Capeman （1997年）
- 『ユー・アー・ザ・ワン』 - You're the One （2000年）
- 『サプライズ』 - Surprise （2006年）
- 『ソー・ビューティフル・オア・ソー・ホワット』 - So Beautiful or So What （2011年）
- 『ストレンジャー・トゥ・ストレンジャー』 - Stranger to Stranger （2016年）
- 『イン・ザ・ブルー・ライト』 - In the Blue Light （2018年）
- 『七つの詩篇』 - Seven Psalms （2023年）

### 楽曲提供
- 「レッド・ラバー・ボール」 - サークル （1966年）
- 「59番街橋の歌 (フィーリン・グルーヴィー)」 - ハーパース・ビザール （1967年）

### 日本語訳詞
- 「ポール・サイモン全詞集　1964-2016」2巻組、栩木伸明訳、国書刊行会（2023年）
  - 栩木伸明「ポール・サイモン全詞集を読む」国書刊行会（2023年）、解説副読本

## 日本公演
- 1974年

4月1日,3日 大阪フェスティバルホール、5日 愛知県体育館、9日,10日 日本武道館
- 1991年 Born at The Right Time Tour

10月7日 名古屋レインボーホール、9日,10日 大阪城ホール、12日 東京ドーム
- 1982年、1993年、2009年は、サイモン&ガーファンクルとして日本公演

### NHK紅白歌合戦出場歴
| 年度/放送回              | 回 | 曲目           | 出演順 | 対戦相手   |
| ------------------------ | -- | -------------- | ------ | ---------- |
| 1990年（平成2年）/第41回 | 初 | 明日に架ける橋 | 20/29  | 鮫島有美子 |

注意点
- 出演順は「出演順/出場者数」で表す。